# Garcia de Resende
Garcia de Resende (ur. 1470, zm. 1536) – portugalski poeta i wydawca, znany jako komplilator Cancioneiro Geral, słynnej antologii poezji portugalskiej przełomu średniowiecza i renesansu. Pochodził z miasta Évora. Był dzieckiem Francisca de Resende i Beatriz Bota. Do jego najsławniejszych wierszy należy elegia Trovas à morte de Inês de Castro.